# Виенски валс
Виенският валс е вид салонен (бален) танц, при който танцовата двойка извършва множество завъртания по или обратно на часовниковата стрелка.
Той се различава от обикновения валс по своя по-бърз ритъм. Като спортен стандартен танц ритъмът му е определен на 60 такта в минута, за разлика от английския валс, който е с 30 такта в минута.

## За танца
Валсът се появява през втората половина на XVIII век и е един от първите салонни (бални) танци (наричани още социални). Поради спецификата на танца разстоянието между партньорите е минимално, понякога те се допират един до друг и Църквата забранява изпълнението му. Обособяват се 2 стила: валс с по-сдържано темпо, изпълняван главно в английските и френските танцови зали, и бърз танц, по-късно наречен виенски валс.
Така първоначално виенският валс има репутацията на неморален танц, тъй като се танцува главно от младите, които не се страхуват от религиозните забрани и се наслаждават на неговата подвижност и свобода, бързото му темпо, плъзгащите и въртеливи движения, простиращи се в цялата зала.
През XIX век е реабилитиран и се радва на популярност във Виена. Композитори като Йохан Щраус (баща) и Йосиф Иванович допълнително популяризират виенския валс и той постепенно се възприема като въплъщение на изисканост и аристократизъм.
За разлика от английският валс, в днешно време виенският бива значително по-сложен. Освен това ако при английския валс има много и различни движения, които се изпълняват със забързвания и забавяния, виенският валс се е запазил еднотипен-съставен само от едно повтарящо се движение.
Виенският валс се различава от останалите стандартни танци най-вече с това, че е може би най-трудният и особеният от тях. Брои се „Раз-два-три, два-два-три“.

## Спорт
Виенският валс е част от програмата на състезанията по спортни танци. Участва в категорията стандартни танци.

## Музика
Съществува едноименен музикален жанр.